# Barbara Kimenye
Barbara Kimenye, née le 19 décembre 1929 à Halifax et morte le 12 août 2012, est une écrivaine ougandaise pour la jeunesse particulièrement populaire en Afrique de l'Est. Elle est très connue et appréciée en Ouganda, au Kenya, en Tanzanie et dans la plupart des pays africains de langue anglaise.
Elle a écrit plus de 50 ouvrages dont sa série Moses qui raconte la vie d'un élève espiègle dans un pensionnat pour garçons.

## Œuvre

### Livres pour enfants
- Pretty Boy, Beware, East African Educational Publishers, 2004, 120 p. (ISBN 978-9966-46-015-8, lire en ligne)
- The Winner and Other Stories, Kenya Literature Bureau, 1997, 165 p. (ISBN 9966-44-266-9)
- Kayo's House, Macmillan Education, 1996, 59 p. (ISBN 978-0-333-63237-6)
- Paulo's Strange Adventure, Chelsea House Publications, 1994, 80 p. (ISBN 978-0-7910-3163-6)
- The Runaway Bride, MacMillan Education, 1994, 130 p. (ISBN 978-0-333-61824-0)
- Taxi, Heinemann, 1993, 110 p. (ISBN 978-0-435-89363-7, lire en ligne)
- The Money Game, Heinemann, 1992, 124 p. (ISBN 978-0-435-89360-6, lire en ligne)
- The smugglers, East African Educational Publishers, 1990, 54 p. (ISBN 978-9966-46-914-4, lire en ligne)
- Beauty Queen, East African Educational Publishers, 1988, 133 p. (ISBN 978-9966-46-014-1)
- Gemstone Affair, Evans Brothers, 1978
- The Scoop, Nelson, 1978, 69 p. (ISBN 978-0-17-511591-4)
- The Runaways, Oxford University Press, 1973, 90 p. (ISBN 978-9966-46-646-4, lire en ligne)
- Sarah and the Boy, Oxford University Press, 1972 (ISBN 978-0-19-572082-2)
- The Winged Adventure, Oxford University Press, 1969
- Kalasanda Revisited, Oxford University Press, 1966
- Kalasanda, Oxford University Press, 1965

#### SérieMoses
- Moses and the Movie, MacMillan Education, 1996, 123 p. (ISBN 978-0-333-65347-0)
- Moses and the Man from Mars, East African Educational Publishers, 1991 (ISBN 978-9966-46-400-2)
- Moses in a Mess, East African Educational Publishers, 1991, 92 p. (ISBN 978-9966-46-616-7)
- Moses and the School Farm, Oxford University Press (EA), 1987 (ISBN 978-0-19-573859-9)
- Moses and the Raffle, Oxford University Press (EA), 1986 (ISBN 978-0-19-573858-2)
- Moses in a Muddle, Oxford University Press (EA), 1976 (ISBN 978-0-19-573852-0)
- Moses and the Penpal, Oxford University Press (EA), 1976, 80 p. (ISBN 978-0-19-572069-3)
- Moses on the Move, Oxford University Press (EA), 1971 (ISBN 978-0-19-573856-8)
- Moses and the Kidnappers, Oxford University Press (EA), 1968 (ISBN 978-0-19-573850-6)
- Moses and the Mildred, Oxford University Press (EA), 1968 (ISBN 978-0-19-573851-3)
- Moses in Trouble, Oxford University Press (EA), 1968 (ISBN 978-0-19-573853-7)
- Moses and the Ghost, Oxford University Press (EA), 1968 (ISBN 978-0-19-573855-1)
- Moses and the Cramper, Oxford University Press (EA), 1968 (ISBN 978-0-19-573854-4)
- Moses and Penpal, Oxford University Press (EA), 1968 (ISBN 978-0-19-573857-5)
- Moses, Oxford University Press (EA), 1968 (ISBN 978-0-19-573849-0)

### Essai
- The Modern African Vegetable Cookbook, East African Educ Publishers, 1997, 90 p. (ISBN 978-9966-46-646-4, lire en ligne)